# École de Lausanne
 (juillet 2024).

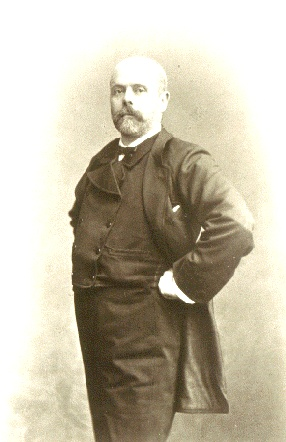
L'économiste français Léon Walras (1813-1910) est le fondateur de l'École de Lausanne.

L’École de Lausanne est constituée par les économistes néoclassiques qui ont poursuivi les travaux de Léon Walras sur l'équilibre général. Son nom provient de l'Université de Lausanne, où Léon Walras a enseigné de 1870 à 1892, et où son principal disciple, Vilfredo Pareto, lui a succédé.
L'École de Lausanne est la première à entreprendre la mathématisation des sciences économiques.
Elle se désagrège dans les années qui suivent la mort de Pareto (1923).
L'École de Lausanne influence la théorie moderne de l'équilibre général. En 1936, Abraham Wald, membre du colloque de Vienne autour de Carl Menger, apporte la première preuve rigoureuse de l’existence de l’équilibre général. Après la Seconde Guerre mondiale, des démonstrations plus générales et complètes sont développées par les néo-walrasiens, en particulier Gérard Debreu et Kenneth Arrow. Tous ces économistes peuvent être considérés comme descendants de l'École de Lausanne.